# 베니토 알비노 달세르

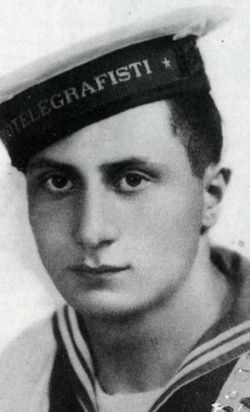
베니토 알비로 달세르

베니토 알비노 달세르(이탈리아어: Benito Albino Dalser, 1915년 11월 11일 ~ 1942년 8월 26일)는 이탈리아 왕국의 군인이다. 베니토 무솔리니와 그의 전처 이다 달세르 사이에서 태어났다. 마르코 벨로키오가 제작한 영화 승리 (Vincere, 2009)의 소재가 되기도 하였고, 이탈리아의 장편 다큐멘터리 무솔리니의 비밀 (Il segreto di Mussolini)에도 언급되었다.